# Pont Mohammed VI
Le pont Mohammed VI est un ouvrage d'art marocain d’une longueur de 950 mètres qui permet à l’autoroute de contournement de Rabat de franchir l'oued Bouregreg. Il a été conçu en forme d’arche symbolisant les nouvelles portes des villes de Rabat et Salé et inauguré par le roi du Maroc Mohammed VI le 7 juillet 2016.
Premier du genre au Maroc, l’ouvrage a été réalisé par la société chinoise China Railway Major Bridge Engineering Group, qui a aussi participé à la construction du pont Kigamboni en Tanzanie et a été demandé par la Société Nationale des Autoroutes du Maroc (ADM), long de 680 mètres et inauguré au mois d'avril 2016. Il est fait de 1 000 km de fils et de 3 200 tonnes d'aciers importés de la Chine.
Cette réalisation, dont le coût est estimé à 71 millions d’euros, a été en partie financée par la Banque européenne d'investissement (BEI) et les fonds propres de ADM. Selon les autorités marocaines, quelque 20 000 véhicules peuvent y circuler chaque jour. La construction de l’autoroute de contournement de Rabat a également nécessité la réalisation d’une multitude d’ouvrages d’arts, notamment seize passages inférieurs, quatorze passages supérieurs, sept passages véhicules et deux passages réservés aux piétons.